# ShelterBox

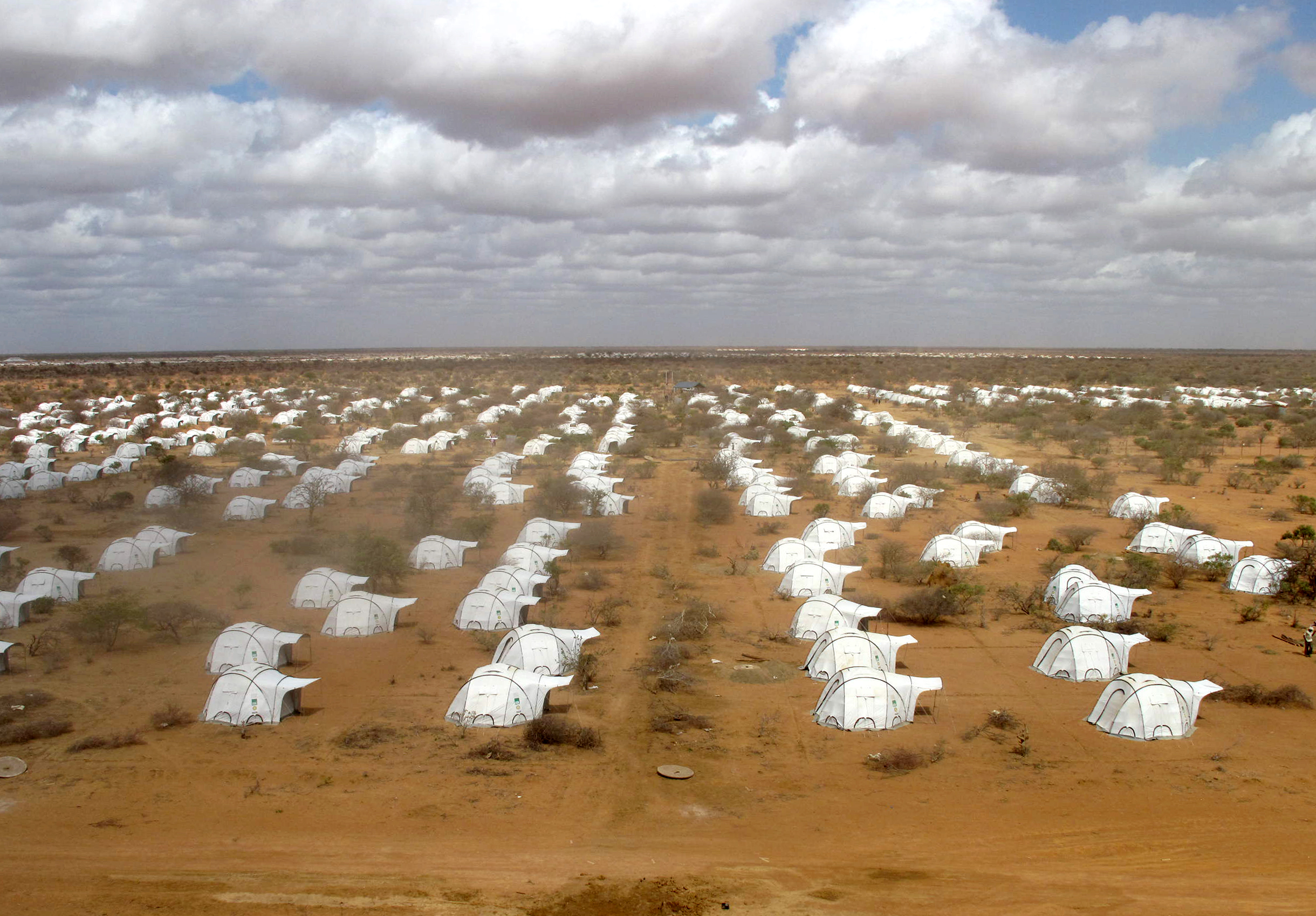
ShelterBox in Kenia 2011

ShelterBox (von engl. shelter = Zuflucht) ist eine internationale Organisation in der Katastrophenhilfe, mit deutscher Vertretung in Berlin. ShelterBox konzentriert sich in der Katastrophenhilfe besonders auf den Bereich „Schutz und Obdach“. Seit der Gründung der Organisation im Jahr 2000 war ShelterBox in über 99 Ländern im Einsatz und hat bis Dezember 2023 Ersthilfe für mehr als 2,8 Millionen Menschen geleistet.

## Ziel
ShelterBox betrachtet Obdach als grundlegendes Menschenrecht. Eine 2017 von ShelterBox veröffentlichte Studie zeigt, dass lediglich 20 % aller schutzbedürftigen Menschen die notwendige Hilfe erhalten. Die durch ShelterBox ausgelieferten Hilfsgüter sollen den Menschen jedoch mehr geben als nur Schutz und Obdach. Sie sollen ihnen ein Gefühl der Sicherheit geben und dabei helfen, eine Erholung der Katastrophe zu ermöglichen.

## Organisation
ShelterBox hat seinen Hauptsitz in Truro, Großbritannien. Außerdem gibt es 13 weitere Länderbüros auf der ganzen Welt. Sie leisten Unterstützung bei der Mittelbeschaffung, der Freiwilligenarbeit und dabei die internationale Nothilfeorganisation bekannter zu machen. Einige der größten ShelterBox Länderbüros befinden sich in den USA, Kanada und Deutschland. Das Deutschlandbüro befindet sich in der Schönhauser Alle 26, 10435 Berlin. Außerdem hat ShelterBox ein Büro mit zugehörigem Lager für Hilfsgüter auf den Philippinen, da hier mehr Einsätze als in jedem anderen Land geleistet werden (Seit 2004 37 mal).
ShelterBox arbeitet ausschließlich spendenfinanziert. Das Projekt wird auch in Deutschland stark von Rotary unterstützt. Um ein Zelt, das bis zu 10 Personen Obdach geben kann, zu finanzieren, werden 480 Euro benötigt. Die ShelterKits, mit denen eingestürzte Häuser repariert und auch neue Unterkünfte gebaut werden können, kosten 82 Euro.
Bis 2014 basierten die Tätigkeiten von ShelterBox auf rein ehrenamtlicher Mitarbeit. Seither gibt es auch hauptamtliche Strukturen. ShelterBox arbeitet mit „Botschaftern“ in ganz Deutschland zusammen, die vor Rotary-Clubs, Vereinen und Organisationen Vorträge halten oder auf öffentlichen Veranstaltungen an einem Informationsstand über ShelterBox berichten.

## Hilfsgüter von ShelterBox
- Zelte, darunter Familienzelte, UN-Standardzelte und Winterzelte je nach Einsatzgebiet
- Shelterkits – werden individuell angepasst und beinhalten Werkzeuge und Materialien, die im entsprechenden Katastrophenfall benötigt werden
- Thermodecken und Decken (je nach Klimazone des Einsatzgebiets)
- Schlafmatten und Matratzen
- Wasserkanister mit ca. 10 Liter Fassungsvermögen
- Wasserfilter
- LuminAid Solarlampe
- Werkzeug: Säge, Hammer, Zange, Axt, Schraubendreher, Spaten etc.
- Küchenutensilien: Töpfe, Teller, Schüsseln, Becher, Besteck
- Moskitonetze

Hilfsgüter von ShelterBox sind in zentralen Logistikzentren auf der ganzen Welt stationiert. Hilfsgüter im Warenwert von durchschnittlich 5,5 Millionen Euro sind im Falle von Krisen und Katastrophen sofort abrufbar. Fast alle dieser Lager sind UN-Lager. Zusätzlich eröffnete 2018 ShelterBox Operations Philippines, ein operativer Standort, an dem Hilfsgüter eingelagert sind und von wo aus diese direkt in die betroffenen Gebiete der Philippinen geschickt werden können. Aufgrund der geographischen Lage sind die Philippinen besonders häufig von Zyklonen und Erdbeben betroffen, weshalb ShelterBox seit 2004 im Durchschnitt zweimal jährlich auf den Philippinen im Einsatz war.
Die Auslieferung der Hilfsgüter wird vorwiegend durch die eigens ausgebildeten Response Teams geleistet oder in Zusammenarbeit mit anderen Organisationen. ShelterBox bildet Helfer für die Auslieferung der Güter aus. Die ersten Teams kamen nach dem Tsunami im Indischen Ozean 2004 zum Einsatz.

## Partner
Rotarier und Rotary Clubs unterstützen sammeln Geld für die weltweiten Hilfseinsätze, schaffen durch öffentliche Aktionen Aufmerksamkeit für die Katastrophenhilfe von ShelterBox und unterstützen Einsätze auch vor Ort. Das globales Netzwerk der ShelterBox Affiliates entwickelte sich durch rotarische Verbindungen. Neben der ShelterBox Zentrale in Truro, Großbritannien gibt es 13 weitere Länderbüros.
ShelterBox arbeitet in den von Katastrophen betroffenen Ländern mit lokalen Organisationen zusammen. Die ortsansässigen Partner kennen Infrastruktur, Sprache, lokale Gegebenheiten und haben perfekte Kenntnis über alle sozioökonomischen Aspekte. Besonders in Gebieten, die durch gewaltsame Konflikte betroffen sind, sind diese Partnerschaften auch für die sichere Auslieferung der Hilfsgüter von zentraler Bedeutung.
ShelterBox ist laut eigener Darstellung eine der wenigen Organisationen, die ein globales Kooperationsabkommen mit der Internationalen Föderation der Rotkreuz- und Rothalbmondgesellschaften (IFRC) abgeschlossen hat. Diese Partnerschaft ermöglicht eine enge Zusammenarbeit, um betroffenen Familien nach Katastrophen Notunterkünfte zur Verfügung zu stellen.
Eine Vereinbarung zwischen ShelterBox und Habitat for Humanity International regelt die gemeinsame Arbeit bei Katastropheneinsätzen, bei denen ShelterBox sich auf den anfänglichen Bedarf an Notunterkünften nach einer Katastrophe konzentriert, während Habitat for Humanity die Familien und Gemeinschaften längerfristig unterstützt.
Im Bürgerkrieg in Syrien seit 2011 arbeitet ShelterBox mit der Organisation Bahar, Hand in Hand for Aid and Development und ReliefAid zusammen, um den vom anhaltenden Konflikt betroffenen Familien Hilfe zu leisten.
Andere Organisationen, mit denen ShelterBox zusammenarbeitet, sind Help, IEDA Relief, ACTED und Plan International, die Projekte in Ländern wie Irak und Nigeria, Kamerun, Burkina Faso, Äthiopien und Somaliland durchführen.

## Geschichte
ShelterBox wurde im Jahr 2000 in der Stadt Helston, Cornwall, Großbritannien, von dem Rotarier und ehemaligen Royal Navy Search and Rescue Diver Tom Henderson, OBE, gegründet. Im selben Jahr nahm der Rotary Club Helston-Lizard ShelterBox als sein Millenniumsprojekt au
Die ersten 143 Boxen wurden im Jahr 2001 an die Opfer des Erdbebens in Gujarat (Indien) verschickt. Bis Ende 2004 waren nach 16 großen Katastrophen wurden fast 2.600 Kisten versandt.
In den ersten Jahren des Bestehens der Wohltätigkeitsorganisation war Helston der Hauptsitz, an dem sich auch das Hauptlager befand. Die Hilfsgüter wurden von Freiwilligen im Lager in die grünen ShelterBoxen vorverpackt und dann in Katastrophengebiete verschickt. Seitdem ist die Hilfsorganisation gewachsen und hat sich stark weiterentwickelt. Ein Büro in Truro beherbergt nun die Hauptzentrale und außerdem gibt es noch ein weiteres kleineres Büro in London.
Im August 2012 löste der Vorstand von ShelterBox den Gründer Tom Henderson als CEO ab. Im Februar 2013 wurde Alison Wallace zum CEO von ShelterBox ernannt, nachdem sie bei Amnesty International als Direktorin für internationales Fundraising tätig war. 2014 wurde Henderson wegen Betruges angeklagt, jedoch nicht verurteilt.
Einer der größten Einsätze von ShelterBox war das Erdbeben in Haiti 2010. ShelterBox bot 28.000 Familien Schutz. Das entspricht etwa einem Viertel der gesamten Zelte die in den Gebieten um Port-au-Prince zur Verfügung gestellt wurden. Nach dem Erdbeben und Tsunami 2011 in Japan leistete ShelterBox rund 1.600 Familien in der Katastrophenregion Hilfe. Im Jahr 2015 leistete die Hilfsorganisation in Nepal Hilfe für Familien, die ihr Zuhause verloren, nachdem ein starkes Erdbeben 9.000 Tote und fast 22.000 Verletzte gefordert hatte. Im Jahr 2017 reagierte ShelterBox auf die Hurrikane Irma und Maria in der Karibik, welche die Kategorie 5 erreichten. Hilfe wurde auf den Inseln St. Kitts und Nevis, in der Dominikanischen Republik, auf Dominica, Antigua und Barbuda sowie auf den Britischen Jungferninseln geleistet. Seit 2013 leistet die Wohltätigkeitsorganisation Nothilfe für die vom Krieg in Syrien betroffenen Familien.

## Geschichte in Deutschland
Im Jahr 2005 brachte Clemens Witt die Idee der Überlebenskisten mit nach Deutschland und machte die Kiste zur Bundessozialaktion von Rotaract Deutschland. Im Jahr 2013 ging daraus der ShelterBox Germany e. V. hervor mit Clemens Witt als ehrenamtlichem Vorstandsvorsitzenden. Anfang 2009 fand das erste „Botschaftertraining“ statt. Hier wurden Interessenten über die Arbeit von ShelterBox informiert und für Vorträge geschult. Seitdem finden Botschaftertrainings online zwei- bis dreimal pro Jahr statt. Zurzeit arbeiten in Deutschland ca. 50 Personen ehrenamtlich für die Organisation. Seit Juni 2022 ist Annette Rost als hauptamtliche Geschäftsführerin tätig.